# Weißpfennig

Weißpfennig, Herzog Wilhelm (Jülich-Geldern), um 1400

Der Weißpfennig (lat. denarius albus), auch kurz Albus oder rheinischer Groschen genannt, ist eine silberne Groschenmünze des Spätmittelalters, die ab der zweiten Hälfte des 14. Jahrhunderts im niederrheinischen Raum Verbreitung fand. Die vier rheinischen Kurfürsten, die sich 1385/86 zum Rheinischen Münzverein zusammenschlossen, ließen den Weißpfennig als gemeinsame Silbermünze neben dem rheinischen Goldgulden prägen. Während der Goldgulden als Handelsmünze verwendet wurde, war der Weißpfennig eine „Münze des täglichen Gebrauchs“. Die Mainzer Weißpfennige zeigten auf einer Seite das „Mainzer Rad“ und wurden deshalb auch Raderalbus genannt.

## Geschichte
Erstmals ließen Erzbischof Kuno von Trier und dessen Neffe Erzbischof Friedrich von Köln den Weißpfennig durch den von ihnen am 8. März 1372 gegründeten Münzverein prägen. Ziel dieses Münzvereins war das Prägen gemeinsamer Gold- und Silbermünzen mit festgelegtem Feingehalt. Gemeinsame Goldmünze war der Gulden auf dessen Vorderseite der Heilige Petrus abgebildet war, gemeinsame Silbermünze der Weißpfennig, der in diesem Vertrag erstmals urkundlich erwähnt wird. Das „weiße“ Aussehen, dass dem Weißpfennig den Namen gab, war auf den hohen Feingehalt an Silber zurückzuführen.

## Verbreitung
Da der rheinische Groschen sehr beliebt war, fand er zwischen Heidelberg an der Südgrenze der pfälzischen Lande bis Moers an der niederrheinischen Grenze weite Verbreitung und wurde von zahlreichen rheinischen und westfälischen Herren nachgeprägt.